# Titta Ruffo
Titta Ruffo (Pisa, 1877. július 9. – Firenze, 1953. július 5.) világhírű olasz operaénekes, bariton.

## Életútja
Rézműves atyja mellett dolgozott 20 éves koráig; mindössze 6 hónapig tanult énekelni Milánóban, Cecíliánál, aztán a római Costanzi-színház Lohengrinjében mint hírnök debütált. Első igazi nagy sikerét Lisszabonban, a San Carlo színházban aratta; azután Párizson át Szentpétervárig minden nagy operaházban ünnepelték, Észak- és Közép-Amerikában 9, Dél-Amerikában 10 évad hőse volt. Budapesten vendégszerepelt: a Magyar Királyi Operaházban, 1912. március 26-án, mint Sevillai borbély, 28-án mint Rigoletto, április 1-én mint Hamlet; majd a Népoperában 1913. április 11-én mint Luna (Troubadour) és 15-én mint Hamlet. Ezután 12 évig Európában nem énekelt (3 és fél évig az első világháborúban harcolt) s ezután első útja Magyarországra vezetett: a Magyar Királyi Operaházban 1925. április 4-én ismét Figarót énekelte, 8-án pedig Hamletet. Később a Népoperából lett Városi Színházba jött. 1928. április 27-én mint Scarpiát (Tosca) és 30-án mint Figarót ünnepelhette a közönség. Egyébiránt 67 szerepe van, különösen szerette Anton Rubinstein Démonát és Leoncavallo Oedipusát, melyeket azonban — éppúgy, mint testvérbátyjának, Ettore Tittának magyar tárgyú operáját, nálunk nem adták elő.